# Chandra (divinité)
Pour les articles homonymes, voir Chandra.
Dans l'hindouisme, Chandra (IAST: Candra, littéralement « lumineux ») appelé aussi Chandramas est une divinité lunaire. Il est également assimilé à l'ancien dieu védique Soma, représentant la divinisation du breuvage rituel (soma), cette liqueur d'immortalité (amrita) dont s'abreuvent au Ciel les ancêtres ayant accédé après leur mort à l'éternité. Ainsi, la Lune est conçue comme une coupe remplie de liqueur d'immortalité. Chandra est aussi une des neuf planètes déifiées et le dirigeant des étoiles.

## Iconographie
Appelé aussi Rajanipati « seigneur de la nuit » ou Kshuparaka « celui qui illumine la nuit », il est représenté comme un jeune homme, tenant dans ses deux bras un lotus et une massue, ou encore un rosaire et un pot à eau rituel, coiffé du chignon d'ascète et faisant le geste de paix. Il mène son char (la lune) toutes les nuits à travers le ciel, tiré par dix chevaux blancs ou une antilope ; les trois roues du char symboliseraient la lune croissante, pleine et décroissante. Du fait de son côté toujours mouvant et de son association à la fécondité, la Lune est parfois symbolisée dans l'hindouisme par un lapin.

## Fonctions
Récipient du nectar d'immortalité, Chandra préside aux eaux vitales, aux pluies, à la fertilité, aux herbes médicinales et donne aux mortels l'opulence et la santé. Il est aussi la mesure du temps et incarne un principe de croissance et de vie, par opposition à Sūrya, le dieu du Soleil, plutôt considéré comme destructeur. Symboliquement, l'eau fertilisante de la Lune s'oppose au feu desséchant du Soleil.  
Chandra fait partie des Navagraha (les « Neuf Saisisseurs » présidant aux destinées humaines comme aux cycles de la nature) et dirige des étoiles. 

## Lignages et relations d'alliance
Chandra épousa les 27 filles de Daksha, identifiées aux maisons lunaires (nakshatra).
Il est le père de Budha (qui correspond à la planète Mercure), dont la mère Tārā est l'ancienne épouse de Brihaspati (l'astre Jupiter), enlevée par le dieu de la Lune.